# Maria Abadia
Maria de Lourdes Abadia (Bela Vista de Goiás, 14 de agosto de 1944) é uma assistente social e política brasileira, filiada ao União Brasil (UNIÃO).

## Biografia
Filha de Eduardo Borges e Geny Bonifácio e irmã de Bonifácio Borges e Nilton Carlos Borges. Formada em serviço social pela Universidade de Brasília (UnB), foi convidada em 1971 para trabalhar como assistente social no Grupo Especial de Remoção de Favelas.
Logo foi convidada pelo governador Elmo Serejo Farias para assumir a administração de Ceilândia, foi a primeira mulher administradora de Ceilândia, cargo que exerceu por 10 anos continuando nos governos seguintes de Aimé Lamaison, José Ornellas e José Aparecido de Oliveira – tendo sido, portanto, a responsável pela implantação de Ceilândia, onde permaneceu no cargo por quatorze anos.
O Estádio Abadião em Ceilândia, recebeu o seu nome, uma homenagem da população.
Foi eleita deputada federal pelo PFL nas primeiras eleições realizadas no Distrito Federal em 1986 e ajudou a escrever a Constituição de 1988. Foi uma dos fundadores do PSDB em 1988, ao qual foi filiada até 2018.
Em 1990, foi eleita deputada distrital da primeira legislatura da Câmara Legislativa do Distrito Federal.
Em 1994, disputou o governo do Distrito Federal – tendo sido a 1ª mulher a disputar este cargo. Embora não tenha ganho a eleição, assumiu a secretaria de Turismo no governo de Cristovam Buarque, por tê-lo apoiado no segundo turno.
Em 1998, foi novamente eleita deputada federal.
Em 2002, foi eleita vice-governadora do Distrito Federal do então  governador Joaquim Roriz.
Em 31 de março de 2006 assumiu o governo no Distrito Federal, sendo a primeira mulher governadora do Distrito Federal.
Em 2010, concorreu a vaga de Senadora obtendo 349 mil votos, mas não obteve êxito.
Em 2014, concorre às eleições como Deputada Federal, mas não obteve êxito.
Em 2017, foi convidada pelo governador Rodrigo Rollemberg para assumir a Secretaria de Projetos Estratégicos do Distrito Federal. Além disso, tornou-se um possível nome para vice-governadora na chapa do atual governador, que busca reeleição em 2018. Porém, Abadia anunciou candidatura à Câmara dos Deputados.
Em 2018, desfiliou-se do PSDB após 30 anos de militância, alegando perseguição interna e ameaça no conselho de ética pelo presidente da legenda no DF. Abadia se filiou ao PSB do governador Rollemberg e deixou o cargo de Secretária de Projetos Estratégicos para se candidatar à deputada federal nas eleições de 2018. No entanto, não obteve êxito. 
Foi candidata a deputada distrital em 2022, mas não se elegeu.